# 本多忠如
本多 忠如（ほんだ ただゆき）は、江戸時代中期の大名。遠江国相良藩3代藩主、陸奥国泉藩の初代藩主。官位は従五位下・越中守。

## 略歴
正徳元年（1711年）9月、大和国郡山藩主・本多忠直（相良藩初代藩主・本多忠晴の長男）の3男として誕生した。享保6年（1721年）、実兄である第2代藩主・忠通の死去により家督を継いだ。
延享3年（1746年）9月25日、遠江を本拠地とする日本左衛門と名乗る盗賊の取り締まりになおざりがあったとして陸奥泉藩へ移封された。宝暦4年（1754年）8月29日、長男の忠籌に家督を譲って隠居し、安永2年（1773年）10月15日に死去した。享年63。
著書に「壷山集」がある。

## 系譜
父母
- 本多忠直（実父）
- 稲垣氏 ー 側室（実母）
- 本多忠通（養父）

正室
- 吉子 ー 松浦篤信の娘

側室
- 山田氏

子女
- 本多忠籌（長男）生母は吉子（正室）
- 本多隈五郎（次男）
- 本多忠貫（三男）
- 房子（長女） ー 山口弘倉正室
- 八百子[1]（四女） ー 甘南正矩室